# Produce 48
Produce 48 (en coréen : 프로듀스 포티 에잇) est un concours de télé-réalité diffusé sur Mnet en 2018. Le groupe créé via cette émission est Iz*One. 

## ProjetProduce 48
Produce 48 est un projet à grande échelle dans lequel le public "produit" un groupe de filles en votant pour les membres d'un pool de 96 candidates venant de Corée du Sud et du Japon, ainsi qu'en votant pour le concept, le nom et le premier single du groupe. Le spectacle est une collaboration entre la série Mnet Produce 101 et le groupe d'idoles J-Pop AKB48. Les douze candidats gagnants, sans limite de nationalité et désignés uniquement par les votes des téléspectateurs coréens, feront la promotion en tant que groupe pendant deux ans et six mois. Le programme lui-même est principalement en coréen, mais les instructions du personnel et des formateurs sont traduites sur place par des interprètes. Les douze derniers membres qui font partie du groupe, ainsi que le nom officiel de leur groupe, IZ*ONE, est annoncé lors de la finale, le 31 août 2018.
Produit par AKATV (la société qui a également produit la deuxième saison de Produce 101) pour MNET, l'émission est créée le 15 juin 2018 pour se terminer le 31 août 2018 après douze épisodes. Elle a été réalisée par An Junyung, qui a également réalisé les deux premières saisons de Produce 101.

## Concept et format
Produce 48 a réuni 96 filles de groupes d'idoles et de sociétés de divertissement au Japon et en Corée du Sud pour former un groupe sino-coréen de douze personnes qui ferait la promotion pendant deux ans et demi. Formé comme une collaboration entre Mnet et Yasushi Akimoto, le projet prévoyait d'adopter le concept de l'AKB48 des "idoles que vous pouvez rencontrer et saluer" et pouvoir jouer dans un théâtre désigné. Les membres du groupe sont en mesure de promouvoir simultanément dans leurs propres agences, car le spectacle, et les promotions des groupes par la suite, sont enregistrés par lots.            
Le spectacle a commencé avec 96 candidats, qui sont initialement regroupés en plusieurs classes. Des compétitions épisodiques sont  organisées dans lesquelles des filles jouent en équipes sur diverses chansons et sont  votées par le public du studio, les équipes gagnantes recevant un certain nombre de votes bonus à appliquer à leur décompte global des votes. Les votes soumis par les téléspectateurs sont ensuite appliqués et les filles sont classées, certains épisodes étant des tours d'élimination pour réduire le nombre de candidats restants.     
Sur les 96 candidats, 57 provenaient de groupes et de compagnies d'idoles sud-coréens, et les 39 autres appartenaient à des groupes d'idoles japonais de la famille d'AKB48 et de ses groupes frères. Les douze derniers ont été sélectionnés indépendamment de la nationalité.

## Membres de l'émission
La série est présentée par Lee Seung-gi. Liste d'autres artistes présents dans l'émission :
- Coach vocaux :
  - Lee Hong-ki
  - Soyou
- Coach de danse :
  - Bae Yoon-jeong
  - May J Lee
  - Choi Young-jun
- Coach de rap :
  - Cheetah

- Autres présentateurs spéciaux :
  - Somi (Épisodes 1 et 5)
  - Kang Daniel (Épisode 1)
  - Chungha (Épisode 5)
  - Bora (Épisodes 6 et 7)

Juge de danse d'une journée : Kahi (Épisodes 1-2)

## Résultats finaux
La finale s'est déroulée le 31 août 2018 et a été retransmise en direct. Lee Seug-gi a annoncé le nom du groupe : Iz*One (coréen : 아이즈원), et le nom des 12 membres du groupe.
| #  | Épisode 12 (Total des votes) | Épisode 12 (Total des votes) | Épisode 12 (Total des votes) |
| #  | Nom                          | Votes                        | Entreprise                   |
| -- | ---------------------------- | ---------------------------- | ---------------------------- |
| 1  | Jang Won-young               | 338 366                      | Starship                     |
| 2  | Sakura Miyawaki              | 316 105                      | HKT48                        |
| 3  | Jo Yu-ri                     | 294 734                      | Stone Music                  |
| 4  | Choi Ye-na                   | 285 385                      | Yuehua                       |
| 5  | An Yu-jin                    | 280 487                      | Starship                     |
| 6  | Nako Yabuki                  | 261 788                      | HKT48                        |
| 7  | Kwon Eun-bi                  | 250 212                      | Woollim                      |
| 8  | Kang Hye-won                 | 248 432                      | 8D Creative                  |
| 9  | Hitomi Honda                 | 240 418                      | AKB48                        |
| 10 | Kim Chae-won                 | 238 192                      | Woollim                      |
| 11 | Kim Min-ju                   | 227 061                      | Urban Works                  |
| 12 | Lee Chae-yeon                | 221 273                      | WM                           |

Cependant, à la suite du scandale de manipulation des votes par Mnet, il a été révélé que les candidates Lee Ga-eun (annoncé 14e) et Han Cho-won (annoncé 13e) auraient dû être classés respectivement 5e et 6e.